# ديفيد هيلويت
ديفيد هيلويت (بالإنجليزية: David Hewlett)‏ هو كاتب سيناريو ومخرج وممثل بريطاني وكندي، ولد في 18 أبريل 1968 في المملكة المتحدة.

## أعمال

### أفلام
- (1997) مكعب[6]
- (2009) سبلايس[7][8]
- (2011) نهوض كوكب القردة[9][10][11]

### مسلسلات
- ستارغيت أتلانتس

## وصلات خارجية
- ديفيد هيلويت على موقع IMDb (الإنجليزية)
- ديفيد هيلويت على موقع ألو سيني (الفرنسية)
- ديفيد هيلويت على موقع أول موفي (الإنجليزية)
- ديفيد هيلويت على موقع قاعدة بيانات الأفلام السويدية (السويدية)
- ديفيد هيلويت على موقع إن إن دي بي (الإنجليزية)
- ديفيد هيلويت على موقع قاعدة بيانات الفيلم (الإنجليزية)
- ديفيد هيلويت على موقع كينوبويسك (الروسية)